# 近江商人、走る!
『近江商人、走る!』（おうみしょうにん はしる）は、2022年12月30日に公開された日本映画。監督は三野龍一、主演は上村侑。
江戸時代に大坂、伊勢と並ぶ「日本三大商人」とされ、近江国（現在の滋賀県）を拠点に全国を駆ける近江商人たちの活躍を描いた時代劇。滋賀県各地及び京都にてロケが行われた。
なお、出演者の渡辺裕之が公開前に逝去している。

## あらすじ
江戸時代、百姓の息子に生まれた銀次は畑でとれた大根の行商に出るが、うまく売ることができないでいた。そんな折、薬売りの喜平と出会い、父とともに畑仕事に精を出していることを熱弁し、大根を買い上げてもらう。しかし、帰宅した銀次を待ち受けていたのは父の死であった。
銀次は喜平に弟子入りし、商人としての一歩を踏み出すが、今度は侍とのいざこざで喜平とも離ればなれになってしまう。別れ際に喜平から、大津へ行き大善屋の伊左衛門を訪ねるように言われた銀次は、丁稚として大善屋へ入り、やがて卓越した商才を発揮するようになる。
銀次は店のことだけでなく、怪我をして働けなくなった大工の佐助を救うために、組合を作り積立金を集めることを提案したり、売り上げの落ちた茶屋のお仙のために躍りの稽古をつけ、アイドル活動を始めさせるなど、様々な活動をしていく。こうして周りの人々から人望を集める銀次には多くの協力者が現れる。
しかし、大津の商人たちから賄賂を受け取り私腹を肥やす大津奉行は、付け届けに応じない伊左衛門に業を煮やしており、平蔵を利用し伊左衛門を罠にかけ、大善屋に千両もの借金を背負わせる。
1ヶ月以内に返済を迫られた伊左衛門は店を畳もうとしていたが、銀次は堂島の米会所と大津の米会所との価格差を利用して儲ける方法を思いつく。銀次の考案した作戦は、堂島と大津の中間地点にいくつか建てたやぐらに昇り、大旗を振って、遠眼鏡で見ることで短時間の内に情報を伝達するという方法であった。銀次は多くの協力者の懸命な力添えを得て、期限までに金を用意する。
だが、奉行は難癖をつけ一同を捕縛してしまう。絶体絶命のピンチに追い詰められる銀次と伊左衛門であったが、大津藩主はこれまで悪行を重ねてきた奉行の財産を没収し、大善屋を救う。

## キャスト

### 主要人物
銀次（ぎんじ）
演 - 上村侑（幼少期：小鷹狩八）
大津の米問屋・大善屋の丁稚。親を失くし喜平とも生き別れたが、町の人たちを家族同然に慕っている。
商いの才に長けるだけでなく、職人の相互扶助のための組合を作るなど抜群の発想力を持つ。
蔵之介（くらのすけ）
演 - 森永悠希（幼少期：髙橋玲生）
大善屋の丁稚で銀次の先輩。
柏屋の主人である父の悪事への荷担と、世話になっている大善屋の商いとの葛藤や、後輩であるが優秀な銀次への嫉妬に悩む。
楓（かえで）
演 - 黒木ひかり（幼少期：大里菜桜）
伊左衛門の娘。銀次達と一緒に活動する。
伊左衛門 （いざえもん）
演 - 筧利夫
米問屋・大善屋の主人で婿養子。平蔵に背負わされた借金返済のため店を手放そうとしていたが、銀次により救われる。
有益（ゆうえき）
演 - 前野朋哉
眼鏡職人。眼鏡の行商をしていたが売れずに困っていたところ、銀次に販売を助けてもらい、後に銀次に協力するようになる。
お仙 （おせん）
演 - 田野優花
「むさしの森茶屋」の看板娘。人気の看板娘がそろうお茶屋に客を奪われていた。
銀次は売り上げを取り戻そうと、お仙を茶屋の看板娘の番付で一位にするためのアイドル化計画を実行する。
佐助（さすけ）
演 - 鳥居功太郎
大工。右腕を怪我をして働けなくなっていたが、銀次に救われたことで協力するようになる。
平蔵（へいぞう）
演 - 矢柴俊博
柏屋の主人で蔵之介の父親。伊左衛門とは、ともに丁稚の頃からの弟分であったが、奉行の悪企みに荷担して裏切ってしまう。
銀一 （ぎんいち）
演 - 大橋彰（アキラ100%）
銀次の父親。大根などを育てる農家。銀次の幼少期に病気で亡くなってしまう。

### 銀次の協力者
喜平（きへい）
演 - 村田秀亮（とろサーモン）
薬売り。幼少期の銀次に大善屋で働くように世話してくれる。
岩男（いわお）
演 - 渡辺裕之
佐助の親方。
彦丸、平七
演 -  でんがん、ギア
有益を筆頭にお仙親衛隊としてヲタ芸を披露する。
茶屋娘・お千代
演 - 帆南
お仙親衛隊
演 - 田村和也、萩原正道
振付師、振付助手
演 - 永井理沙、五十嵐サキ

### 大善屋の関係者
朝陽（あさひ）
演 - 真飛聖
伊左衛門の妻。次々と丁稚を雇う伊左衛門を叱りつける。
梅吉、音吉
演 - 歳内王太、松藤史恩
丁稚で銀次を兄のように慕う。
菊次郎
演 - 小松勇司
番頭。銀次から「万年番頭」となじられる。
孫太郎（まごたろう）
演 - たむらけんじ
大善屋の客。相場が好きで大善屋に毎日のように入り浸る。帳簿を暗記していた銀次に舌を巻く。

### 大津藩
大津奉行
演 - 堀部圭亮
私腹を肥やす悪徳奉行。大善屋を罠にはめ、1,000両（現在の貨幣価値で約1億円）の借金を背負わせる。
信之介
演 - 半田周平
武士。幼い銀次に切りかかり、それをかばった喜平を連れ去った。後に大津奉行に仕える。
藩主
演 - 藤岡弘、
私腹を肥やす奉行を裁き、銀次と伊左衛門を助命する。

### その他
コウメ太夫
演 - コウメ太夫
孫太郎の子。
おひさ、おとよ、おみつ
演 - 高梨瑞樹、徳江かな、落合亜美
「むさしの森茶屋」のライバル・夢楽夢楽茶屋の店員たち。お色気接客で男性客を集める。
近江商人
演 - ハラダ
大吉
演 - 西代洋
その他（役名不詳）
演 - 飯田周平

## スタッフ
- 監督 - 三野龍一
- 脚本 - 望月辰
- 主題歌 - AMAEBI「non standard」[11]
- 劇中歌 - 田野優花「cha」[4]
- 音楽 - RIO
- 製作 - 新谷ゆっちー、タケモトナオヒロ
- ラインプロデューサー - 奥田順一
- 宣伝プロデューサー - 鷲谷一
- 撮影 - 川口諒太郎
- 照明 - 西山竜弘
- 美術 - 佐々木健一
- 録音 - 古川裕志
- 編集 - 川島章正
- 衣装 - 真柴紀子
- ヘアメイク - 塚原ひろの
- VFX - 鹿角剛
- 助監督 - 鹿川裕史
- 制作担当 - 三浦義信
- 製作プロダクション - KCI
- 配給 - ラビットハウス